# Bartolomé Ramos de Pareja
Bartolomé Ramos de Pareja (* um 1440 in Baeza; † nach 1491 wohl in Rom) war ein spanischer Mathematiker, Musiktheoretiker und Komponist. Von ihm ist nur der lateinische Traktat Musica practica aus dem Jahr 1482 erhalten.

## Leben
Wie er selbst am Ende seiner Musica practica bezeugt, wurde er in Baeza geboren, vielleicht um 1440. Baltasar Saldoni gibt in seinem Musiklexikon von 1868 an, dass der 26. Januar 1440 als sein Geburtstag angegeben werde, schränkt aber gleich darauf ein, dass dafür keine dokumentarischen Belege vorlägen. Die meisten der biografischen Details müssen aus seinem Traktat geschlossen werden. Danach war er Schüler von Juan de Monte und wurde Lehrer an der Universität von Salamanca. Dort kommentierte er das Werk von Boëthius (cum Boetium in musica legeremus). In Salamanca debattierte er mit Pedro de Osma über seine Musiktheorie. 1482 schlug er eine neue Teilung des Monochords vor, welche die reinen Terzen 5/4 und 6/5 samt Umkehrungen einschloss. Damit brach er mit dem pythagoreischen System, welches seit Boëthius und Guido von Arezzo die Ars antiqua beherrscht hatte. Ramos de Parejas neue Ansichten wurden nur sehr langsam akzeptiert. Später arbeitete er vor allem in Bologna, wo er von einer konservativen Musiktheorie starken Gegenwind erfuhr, namentlich von Franchino Gaffurio.
Ramos de Pareja wollte die Diskrepanz zwischen Musiktheorie und Praxis aufheben. Seit der Ars subtilior am Ende des 14. Jahrhunderts war der Dreiklang bereits Standard der mehrstimmigen Komposition geworden. Noch vorher hatte Walter Odington, beeinflusst von der englischen Praxis, die Terz als konsonant erklärt.
Die Musica practica enthält außerdem wichtige Kommentare zur Mensuralnotation und zur Chromatik, sie gibt Beispiele zum aktuellen Kontrapunkt und beschreibt musikalische Instrumente. Ramos de Pareja benannte als erster die Guidonische Hand, Manus Guidonis, die vor ihm Manus musicalis genannt worden war. In seiner Musica practica nimmt er immer wieder Bezug auf eigene Kompositionen, von denen aber nur wenige überlebten.
Er lebte nach 1484 in Rom und führte zeitgenössischen Quellen zufolge einen „lasziven“ Lebenswandel. Nachweisbar ist er bis 1491. Ob eine Erwähnung von Giovanni Spataro 1521 so zu deuten ist, dass er zu diesem Zeitpunkt noch lebte, erscheint ungewiss.

## Schriften
- Musica practica, 1482
  - Musica practica. neu herausgegeben und kommentiert von J. Wolf. Breitkopf & Härtel, Leipzig 1901 (eingeschränkte Vorschau in der Google-Buchsuche)
  - Música práctica. En traducción de José Luis Moralejo, con una introducción de Enrique Sánchez Pedrote. 2. Auflage. Editorial Alpuerto, Madrid 1990 (1977), ISBN 84-381-0008-2.[5]
  - Musica practica. Commentary and translated by Clement Albin Miller (= Musicological studies and documents, Vol. 44). Hänssler, Stuttgart 1993, ISBN 3-7751-1815-2.